# Рајан Боутрајт
Рајан Џамар Боутрајт (енгл. Ryan Jamar Boatright; Орора, 27. децембар 1992) амерички је кошаркаш. Игра на позицији плејмејкера. Као натурализовани кошаркаш наступа за репрезентацију Јерменије.

## Каријера
Боутрајт је студирао на Универзитету Конектикат са којим је 2014. године освојио НЦАА титулу.
Након што је 2015. дипломирао и остао неизабран на НБА драфту, играо је у НБА развојној лиги за Гранд рапидс драјв а први европски ангажман имао је у јануару 2016. када је потписао за италијанску Орландину. Затим је кратко био у Кини, а новембра 2016. потписао је за Цедевиту.
У Цедевити је остао до краја сезоне 2016/17. и био учесник плеј-офа АБА лиге, у коме су Загрепчани елиминисали Партизан у полуфиналу, па изгубили од Црвене звезде у серији за титулу првака (0:3, Боутрајт због повреде одиграо само прво полувреме другог сусрета). Дрес Цедевите носио је у седам мечева Еврокупа, уз просечан учинак од 17,7 поена, 3,1 скокова, 4,0 асистенција и 1,4 украдених лопти. Посебно је остала забележена утакмица против Валенсије, у којој је нанизао 37 поена и 11 асистенција, за индекс корисности 51. Са Цедевитом је освојио Куп а потом и Првенство Хрватске у којем је био најкориснији играч финала.
У сезони 2017/18. био је играч турског Бешикташа. Током сезоне 2018/19. је променио три клуба. Сезону је почео у Развојној лиги где је играо прво за Агва Калијенте клиперсе, потом за Тексас леџендсе да би у јануару 2019. дошао у Уникаху у којој је провео остатак сезоне.
У јулу 2019. године је потписао уговор са Цедевитом Олимпијом. У екипи из Љубљане се задржао до 20. јануара 2020. када је клуб одлучио да раскине уговор са њим. Боутрајт је на 15 утакмица АБА лиге бележио 11,5 поена док је у Еврокупу имао сличан учинак, 11,1 поена просечно по мечу. Крајем јануара 2020, одлази у Русију где потписује за ВТБ лигаша Автодор Саратов. За руски клуб је наступио на само четири утакмице, након чега је ВТБ лига прекинута због пандемије вируса корона. У новембру 2020. је потписао за литвански Ритас, али је 27. фебруара 2021. раскинуо уговор са овим клубом.

## Успеси

### Клупски
- Цедевита:
  - Првенство Хрватске (1): 2016/17.
  - Куп Хрватске (1): 2016/17.

### Појединачни
- Најкориснији играч финала плејофа Првенства Хрватске (1): 2016/17.